# 久保栄

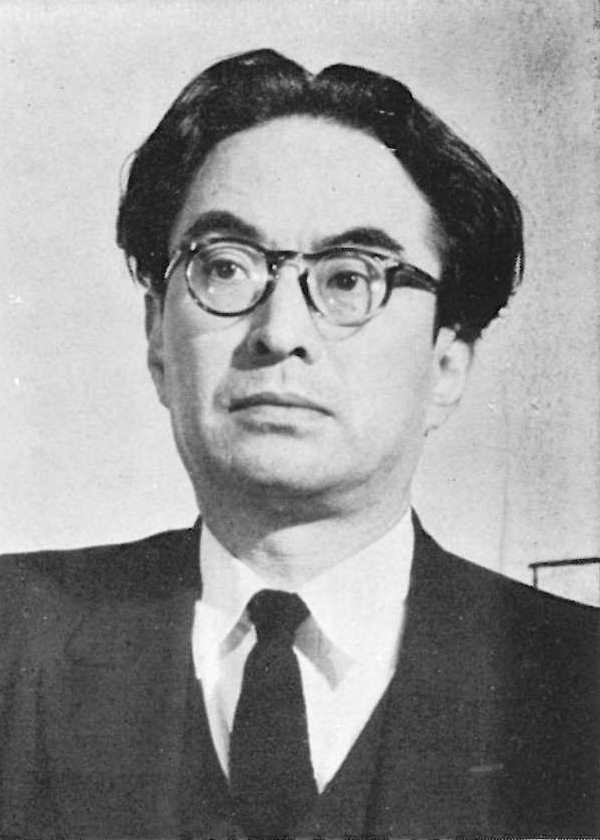
久保栄

久保 栄（くぼ さかえ、1900年（明治33年）12月28日 - 1958年（昭和33年）3月15日）は、日本の劇作家・演出家・小説家・批評家。代表作に『火山灰地』、『のぼり窯』などがある。

## 略歴
1900年、北海道札幌区に生まれる。野幌煉瓦工場社長、札幌商工会議所会頭を務めた久保兵太郎の次男。1903年伯父熊蔵の養子となり上京、芝区西久保八幡町（現港区虎ノ門）に住む。1906年10月、養父母の離婚問題で札幌に預けられ、同地の小学校に入学。1910年、養父の再婚に伴い再び上京、京橋区木挽町（現中央区銀座）に住む。京橋小学校時代、養母と歌舞伎見物始まる。府立一中から第一高等学校に入学する。入学前に「三人の樵夫の話」を書き、春陽堂書店の雑誌『中央文学』主催の「北村透谷賞」（選者：島崎藤村）に応募、入選して同誌に載る。一高の寮では和達知男（気象庁長官和達清夫の兄）と知り合い、親しく付き合う。後のライバル村山知義とも同寮であった。進学した東京帝国大学ではドイツ文学を専攻し、卒業とともに築地小劇場に入団、小山内薫や土方与志について演劇を学ぶ。築地時代宮田金子と結婚、2男1女を儲ける。のち離婚。
小山内の死とともに土方について新築地劇団に所属、『新説国姓爺合戦』が初演される（1930年）。新築地劇団を退団、演劇雑誌『劇場街』（1929年）、『劇場文化』（1930年）を発刊、同年4月日本プロレタリア劇場同盟（プロット、同年10月日本プロレタリア演劇同盟に改称）に加盟し、機関紙『プロレタリア演劇』の創刊に当たる。東京左翼劇場の小劇場公演で自作『青年教育』を上演。当時頻繁に上演された小型形式脚本、『逆立つレール』『ドニエーブル発電所』などの斬新な舞台を作る。プロレタリア文学運動の一翼としての演劇運動で大いに成果を上げる。この次期の代表作に『中国湖南省』『青年教育』がある。1933年、築地小劇場十年記念公演に『五稜郭血書』が上演され、千田是也と共同演出をする。
築地時代は、当初メイエルホリドに学ぶ土方流から、スタニスラフスキー的な小山内の理論に影響をうけてゆく。表現主義の戯曲、シュテルンハイム「ホウゼ」の翻訳・上演で築地小劇場文芸部に参加した。社会主義リアリズムが日本に伝わってくると、リアリズム論争が起こるが、久保はその一方の旗頭とし論争に参加。1935年、1月「迷えるリアリズム」（都新聞）、5月「社会主義リアリズムと革命的（反資本主義）リアリズム」（『文学評論』）、12月「リアリズムの一般的表象」（都新聞）を発表する。
この頃作曲家吉田隆子（飯島正の妹）を知る。のち、共同生活を自由が丘で送る（現在の事実婚）。1935年、プロットの強制解散後、新協劇団の結成に参画し、新協劇団の創立公演『夜明け前』の演出は優れたものであったといわれている。1938年には戯曲『火山灰地』（二部作）を作・演出し、同作は直木賞候補になる。この作品は北海道の科学者と農民との抱える問題を題材にしたもので、現代にも通じる固有な問題が多く書き込まれている。1962年（劇団民藝）、1980年（札幌高校演劇）、2004年（劇団民藝）に再演された。初演のときの、宇野重吉（朗読）・滝沢修（主人公の雨宮聡役）の演技が評判になる。
1942年1月30日、新協劇団を結成して共産主義活動をしたとして、村山知義とともに治安維持法違反に問われた。
戦時中、吉田隆子は結核で寝たきりであった。演劇勉強を希望した渡辺マサが山本安英から紹介されて病人の看病と演劇勉強のために住み込む。マサは、その後久保栄の助手となり、1956年に養女となる。久保マサは久保の著作権、資料の管理を久保栄から指定される。
1945年12月14日、戦後どこよりも早く滝沢修・薄田研二と共に東京芸術劇場を東宝傘下に作り、新しい演劇運動を始めるが、1947年の『林檎園日記』（作、演出は久保栄）公演後に劇団が解体する。その後『日本の気象』などの戯曲を発表し、劇団民藝の特別劇団員として活躍し、同時に演劇研究所で演技指導をする。のちにそれが「演技論講義」となる。小説『のぼり窯』で生家に取材した煉瓦工場を舞台に近代の北海道開発史を小説化、時代の中に生きた人々を描出する長編ロマンを試みた。しかし、体調がすぐれず第一部のみで未完で終わる。
1958年、うつ病が悪化し、順天堂病院に入院中に縊死した。
弟・守は洋画家で東京芸術大学教授を務めた。妻で作曲家の吉田隆子には、久保の『火山灰地』、『林檎園日記』のための劇音楽のほか与謝野晶子「君死にたもうことなかれ」をオペラ化した作品（未完）がある。『君死にたもうことなかれ』は吉田唯一のオペラであり、作曲家の林光は本作の脚本に関して久保が「あんなんでいいんですかね」と漏らしたことを述懐している。

## 著書

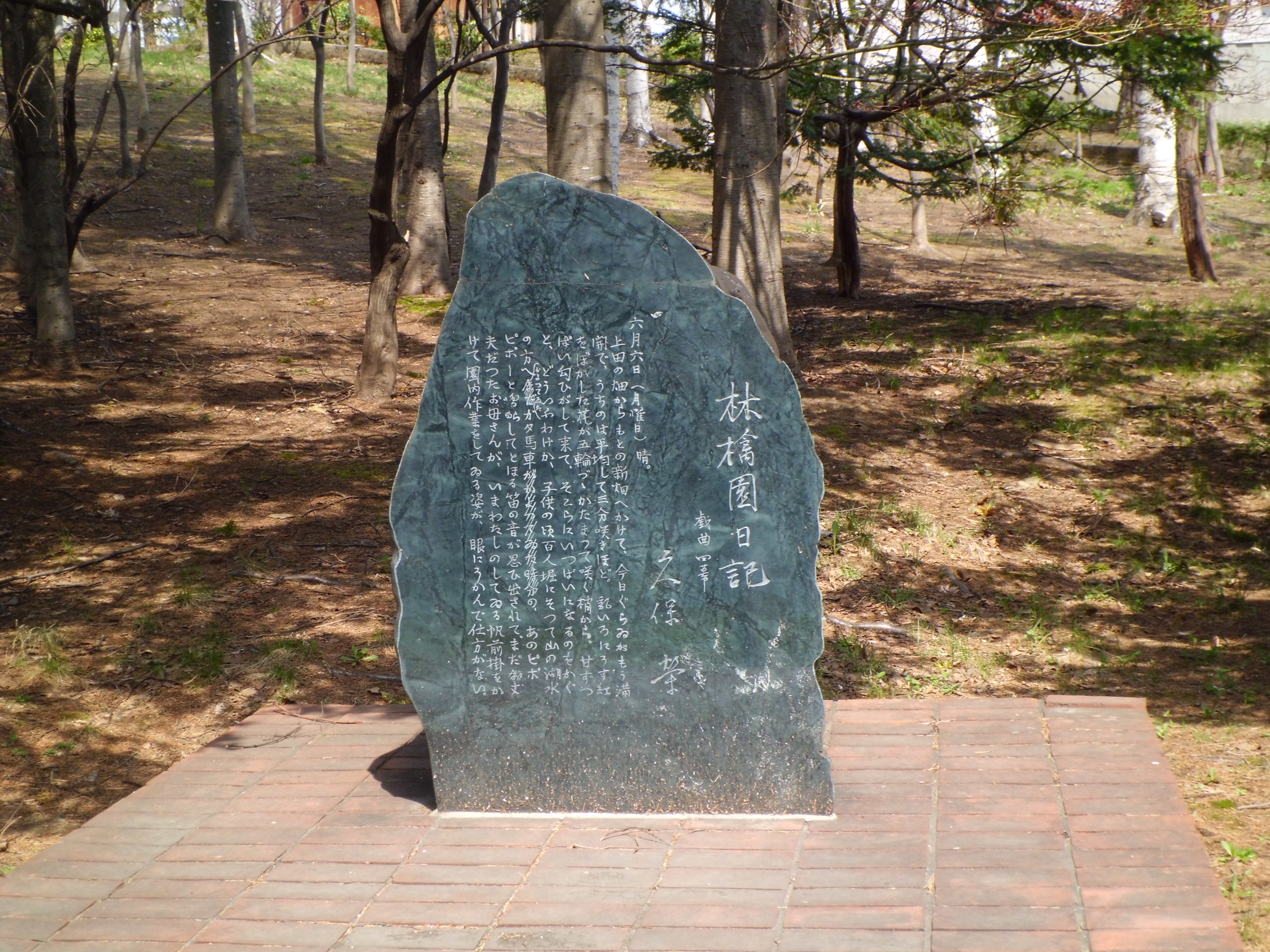
『林檎園日記』の文学碑。札幌の天神山 (北海道)にある。

- 『五稜郭血書』（白揚社） 1934、のち角川文庫
  - 新編再刊『五稜郭血書』（影書房） 2009.6
- 『火山灰地』（新潮社、新選純文学叢書） 1938、のち新潮文庫、角川文庫
  - 新編再刊『火山灰地』（新宿書房） 2004.12
- 『新劇の書』（テアトロ社、演劇論叢書） 1939、のち新潮文庫
  - 新編再刊『新劇の書』（影書房） 2010.5
- 『小山内薫 新劇史のために』（文藝春秋新社） 1947
  - 新編再刊改題『小山内薫』（影書房） 2009.12
- 『林檎園日記』（中央公論社） 1947、のち角川文庫
- 『築地演劇論』（平凡社） 1948
- 『世界の戯曲から』（真善美社） 1948
- 「久保栄選集」全7巻 （中央公論社） 1949 - 1952
  1. 『中国湖南省』
  2. 『五稜郭血書』　
  3. 『火山灰地』
  4. 『林檎園日記』
  5. 『リアリズムへの道』
  6. 『古典と現代劇』
  7. 『新劇史のために』
- 『のぼり窯 第1部』（新潮社） 1952
- 『吉野の盗賊 / こはれた瓶』（角川文庫） 1953
- 『日本の気象』（新潮社） 1953
  - 新編再刊『日本の気象』 （影書房 2008年3月）
- 「久保栄全集」全12巻（三一書房）
  1. 『創作』 1962.8.5
  2. 『創作』 1962.2.10
  3. 『創作』 1961.11.25
  4. 『創作』 1962.5.31
  5. 『評論』 1962.10.5
  6. 『評論』 1962.6.30
  7. 『評論』 1962.3.20
  8. 『翻訳』 1962.4.25
  9. 『翻訳』 1962.8.25
  10. 『翻訳』 1962.10.31
  11. 『日記』 1963.1.31
  12. 『書簡ほか』 1963.4.10
- 『久保栄演技論講義』（三一書房） 1976、のち影書房 2007.11

## 翻訳
- 『解放されたウオタン』（トルラア、原始社） 1926
- 『ブルジヨア・シツペル』（カアル・シュテルンハイム、原始社） 1927
- 『メツザレム 或は永遠のブルジヨア』（イワン・ゴル、原始社） 1928
- 『平行 一九二三年の世相劇』（ゲオルク・カイザア、岩波文庫） 1934
- 『群盗』（シラー、日本評論社） 1948、のち角川文庫、岩波文庫
- 『フアウスト 第1部』(ゲーテ、中央公論社） 1948
- 『織工』（ハウプトマン、岩波文庫） 1954
- 『漁船天佑丸』（ハイエルマンス、角川文庫） 1957